# أرجيس شيحي
ارجيس شيحي (بالألبانية: Orges Shehi‏) (26 سبتمبر 1977 دراس ألبانيا - ) هو لاعب كرة قدم ألباني، يلعب كحارس مرمى.

## وصلات خارجية
أرجيس شيحي على موقع الاتحاد الأوربي (الإنجليزية)
- أرجيس شيحي على موقع قاعدة بيانات كرة القدم.إي يو (الإنجليزية)
- أرجيس شيحي على موقع ناشيونال فوتبول تيمز (الإنجليزية)
- أرجيس شيحي على موقع Soccerway.com (الإنجليزية)
- أرجيس شيحي على موقع عالم كرة القدم.نت (الإنجليزية)
- أرجيس شيحي على موقع AS.com (الإسبانية)